# Écoute réflective
L’écoute réflective est une stratégie de communication qui se déroule en deux étapes : chercher à comprendre l’idée du locuteur, puis lui exposer une autre idée afin de confirmer que la première idée a bien été comprise. Ce procédé vise à « reconstruire ce que le client pense et ressent afin renvoyer cette compréhension à ce dernier ».
L’écoute réflective est une stratégie plus spécifique que les méthodes générales d’ Écoute active. Elle est issue de l’école de l'Approche centrée sur la personne, créée par Carl Rogers. L’empathie est au cœur de l’approche de Carl Rogers. 
Dalmar Fisher, un professeur au Boston College, a développé un modèle d’écoute réflective incluant les éléments suivants : 
- Engager activement la conversation, en réduisant ou en éliminant les distractions de tous types afin de concentrer l’attention sur la conversation en cours[réf. nécessaire].
- Se montrer sincèrement compréhensif vis-à-vis du point de vue du locuteur. Il ne s’agit pas d’être d’accord avec le point de vue du locuteur, mais de voir les choses de son point de vue. L’interlocuteur encourage le locuteur à parler librement, en étant impartial et sans empathie. [réf. nécessaire]
- Refléter l’humeur du locuteur, afin de renvoyer les mêmes états émotionnels et la même communication non verbale. Cette action entraine l’apaisement chez l’interlocuteur, lui permettant de se concentrer sur l’humeur du locuteur. L’humeur ne se ressent pas seulement au moyen des mots utilisés, mais également au ton de la voix, dans la posture, et autres signaux non-verbaux envoyés par le locuteur. L’interlocuteur cherchera donc des congruences entre la parole et l’attitude du locuteur. [réf. nécessaire]
- Synthétiser ce que le locuteur a dit, en utilisant les mots de l’interlocuteur. Il ne s’agit pas de paraphrase, où les énonciations sont réagencées afin de refléter ce que le locuteur a dit. L’ « écouteur réflectif » récapitule le message à l’aide de ses propres mots. [réf. nécessaire]
- Répondre aux points spécifiques soulevés par le locuteur, sans digresser vers d’autres sujets. [réf. nécessaire]
- Répéter la procédure pour chaque sujet, et interchanger les rôles de locuteur et d’interlocuteur si nécessaire.

De plus, l’approche de l’écoute réflective s’étend au silence réflectif au cours duquel ni le client ni le thérapeute ne parlent. Le silence décourage les conversations désuètes et favorise la réflexion.

## Application additionnelle
L’écoute réflective s’est avérée être efficace en situation thérapeutique. Les sujets soumis à cette dernière ont montré de meilleures relations thérapeutiques et plus d’expressions de leurs sentiments.
Le contenu cognitif est l’une des deux principales options qu’un thérapeute peut utiliser afin de refléter les communications précédentes de son client lors d’une consultation. [réf. nécessaire] Cette option englobe les personnes, les lieux, les problèmes, les situations, etc. [réf. nécessaire] Le contenu cognitif permet d’aider à résoudre les problèmes. [réf. nécessaire] Incorporer le contenu cognitif à la résolution de problèmes rend ces derniers plus facile à identifier pour les clients, ainsi que pour y remédier. Si ni le client  ni le thérapeute ne parviennent à identifier un problème qu’a le client, il n’y a pas besoin de résoudre ce problème, et la consultation n’a pas lieu d‘être. À l’instar de la résolution des problèmes où l’on identifie les troubles, la  consultation permet l’identification du problème fondamental dans le but de changer avec succès les habitudes ou manières de penser du client.

## A savoir
- (en) Cet article est partiellement ou en totalité issu de l’article de Wikipédia en anglais intitulé « Reflective Listening » (voir la liste des auteurs).